# 高橋展子
高橋 展子（たかはし のぶこ、1916年4月19日 - 1990年9月25日）は、日本の昭和期の労働官僚、評論家。旧姓は富田。建築家の富田玲子は娘。

## 略歴

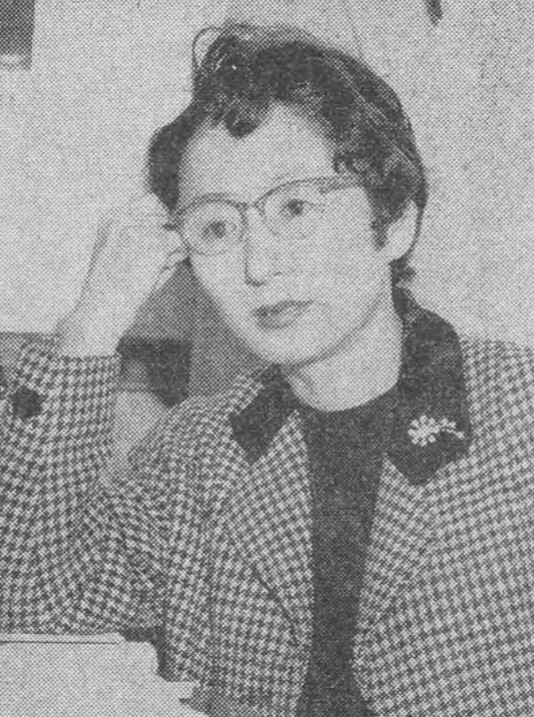
『女性教養』1957年9月号より。

旧満洲長春に生まれる。1929年3月、長春西広場尋常小学校を卒業。長春高等女学校から、大連神明高等女学校に転校した。1933年（昭和8年）、東京女子大学英語専攻部に入学。当初、別の大学に入学したが、どうにも合わず2日で退学し、合格していた東京女子大学に1週間遅れで入学した。卒業後、直ぐに結婚し、医師の夫（道也）との間に1女2男をもうけた。娘は、建築家の富田玲子。
1943年の春に夫が召集され、旧満洲の陸軍病院へ。同年冬に5歳の長男を連れ満洲にわたるも、夫は南方へ転進。1944年に次男が誕生、夫は戦死した。
加藤シヅエの推薦を受け連合国軍最高司令官総司令部 (GHQ) の民間情報教育局（CIE）に勤務。CIE勤務時代に、二番目の夫となる高橋啓と出会う。1947年（昭和22年）に労働省婦人少年局婦人労働課に入省。1955年（昭和30年）に婦人少年局婦人課長、1965年（昭和40年）に婦人少年局長に就任。この間の1960年（昭和35年）3月に、早稲田大学社会学科卒業。国際労働機関（ILO）事務局長補（1976年 - 1978年）を経て、1980年（昭和55年）から日本初の女性大使として駐デンマーク特命全権大使に任命される。
1980年7月に開催された「国連婦人の10年」中間年世界会議において首席代表を務め、同年7月17日に「女子に対するあらゆる形態の差別の撤廃に関する条約」に日本を代表して署名し、その功績は日本における女性の地位向上に大きく役立ったと伝わっている。1984年（昭和59年）3月に、女性問題に関する日本初の政府間会議であるアジア太平洋経済社会委員会（ESCAP）地域婦人会議が開催され、開催国の首席代表として選出され、議長を務めた。同年5月に、横浜市長の諮問機関である横浜市女性問題協議会の会長に就任。
1986年（昭和61年）に、婦人問題企画推進有識者会議座長、財団法人女性職業財団（後の公益財団法人21世紀職業財団）会長、婦人少年問題審議会委員（婦人部会長）、(財)国際花と緑の博覧会協会副会長に就任。1987年（昭和62年）に、財団法人横浜市女性協会（後の公益財団法人横浜市男女共同参画推進協会）理事長に就任する。1989年に、財団法人女性職業財団顧問に就任。
1981年（昭和56年）にダンネブロ勲章のグランド・クロス章を、1986年には勲二等宝冠章を受章している。
1990年 (平成2年) 死去。74歳没。

## 著書

### 単著
- 富田展子『新しい会議のすすめ方：質問に答えて』、中央社、1950年　NCID BA36495168
- 高橋展子、1972、『勤労青少年福祉法の解説』、中央法規出版 NCID BN10832672
- 高橋展子、1979、『ジュネーブ日記 : レマン湖の見えるオフィスで』、日本労働協会 NCID BN02076144
- 高橋展子、1981年2月、『私の英語修行』、潮出版社
- 高橋展子、1985年6月、『デンマーク日記　女性大使の覚え書』、東京書籍 NCID BN01648275 ISBN 4-487-75057-1

### 共著
- 高橋展子「働く女性  世界と日本」　庄司洋子ほか『講座 現代 女の一生 ６：仕事・職場』、1985年、岩波書店　ISBN 9784000102469

### その他
- 序文　高橋久子編『変わりゆく婦人労働　若年短期未婚型から中高年既婚型へ』、1983年4月、有斐閣選書　ISBN 4-641-02324-7

### 訳書
- エマ・A・フォックス著、富田展子訳『会議の知識』、1948年11月、鎌倉書房 NCID BN11752069
- 国連INSTRAW（編）、高橋展子（訳）、1987、『世界経済における女性』、東京書籍 NCID BN01311500 ISBN 4-487-76067-4